# Mausoleo real de Frogmore
El Mausoleo Real es un mausoleo para la reina Victoria y su esposo, el príncipe consorte Alberto. Está ubicado en la finca Frogmore dentro de Home Park en Windsor en Berkshire, Inglaterra. Fue catalogado como Grado I en la Lista del Patrimonio Nacional de Inglaterra en octubre de 1975. Fue construido entre 1862 y 1871. Alberto, que murió en 1861, fue enterrado en el mausoleo en 1871 tras su finalización. Victoria fue enterrada el 4 de febrero de 1901 tras su muerte el 22 de enero.
Las obras se iniciaron en marzo de 1862. La cúpula se realizó en octubre y el edificio se consagró en diciembre de 1862, aunque la decoración no se terminó hasta agosto de 1871.

## Historia
Durante mucho tiempo, la reina Victoria y su esposo tenían la intención de construir un lugar de descanso final especial para ambos, en lugar de que ambos fueran enterrados en uno de los lugares de descanso tradicionales de la realeza británica, como la Abadía de Westminster o la Capilla de San Jorge en el Castillo de Windsor. El mausoleo de la madre de la reina se estaba construyendo en Frogmore en 1861 cuando Alberto murió en diciembre del mismo año. Victoria eligió el sitio del mausoleo de Alberto el 18 de diciembre de 1861, cuatro días después de la muerte de su esposo, y Ludwig Gruner y A. J. Humbert, quienes habían diseñado previamente el Mausoleo de la Duquesa de Kent, elaboraron los planos. El trabajo de excavación comenzó en el sitio del mausoleo el 27 de enero de 1862, habiendo sido aprobados los planos finales por Victoria ese día. Victoria había tenido reuniones previas con Humbert y Gruner para finalizar y aprobar sus diseños.
Victoria colocó la primera piedra el 15 de marzo de 1862. Victoria tenía la intención de colocar la piedra en el primer aniversario de la muerte de su madre, la duquesa de Kent, pero se colocó el día anterior al aniversario, ya que ocurrió un domingo. Victoria estuvo acompañada por muchos de sus hijos y muchos miembros del personal que asistieron a la casa real para la ceremonia de colocación de la primera piedra. El costo total de la construcción y decoración del mausoleo fue de 200 000 libras esterlinas (equivalente a 20 000 000 libras esterlinas en 2021) y fue financiado en su totalidad por Victoria y Eduardo, el príncipe de Gales, con sus fondos privados. La serie Buildings of England de Nikolaus Pevsner describe el mausoleo como la «mejor pieza de arquitectura funeraria victoriana en Gran Bretaña». Aunque Victoria y Alberto son los únicos entierros en la capilla, el mausoleo también contiene monumentos a la princesa Alicia, gran duquesa de Hesse-Darmstadt (1843-1878), la segunda hija de Victoria, que murió de difteria poco después que su hija menor, May (1874-1878). En el centro de la capilla hay un monumento a Eduardo, duque de Kent, padre de Victoria. Murió en 1820 y está enterrado en la Capilla de San Jorge en Windsor.
Una de las esculturas es de la reina Victoria y el príncipe Alberto vestidos de sajón, encargada después de la muerte del príncipe Alberto y realizada por William Theed (1804-1891). Se inauguró el 20 de mayo de 1867 en el Castillo de Windsor y se trasladó al Mausoleo Real en 1938. El modelo de yeso, que se exhibió en 1868 en la Real Academia de Arte, está prestado por la Royal Collection a la National Portrait Gallery de Londres. Victoria escribió en su diario que la idea provino de Victoria, la princesa real (su hija mayor), y que la inscripción en el pedestal es una cita de The Deserted Village de Oliver Goldsmith. La inscripción en el pedestal alude al lamento del poeta por la muerte del pueblo imaginario de 'Sweet Auburn'.

## Diseño

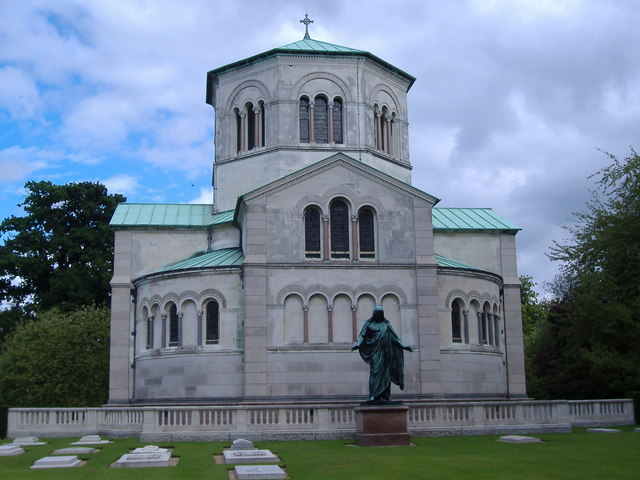
Una vista de 2006 del Mausoleo real, con el Cementerio real en primer plano.

Fue construido por el arquitecto A. J. Humbert, basado en diseños del profesor Ludwig Gruner. El mausoleo tiene forma de cruz griega, de 70 pies de diámetro, con un octágono central de 70 pies de altura. Fue diseñado en estilo románico. El mausoleo está construido con piedra de Pórtland y granito; el techo está cubierto de cobre australiano.
Una inscripción en latín en bronce sobre la puerta se puede traducir:

Alberti Principis quod mortale erat

Hoc in Sepulchro deponi voluit

Vidua moerens Victoria Regina

A.D. MDCCCLXII.

Vale Desideratissime! hic demum

Conquiescam tecum

Tecum in Christo consurgam
Príncipe Alberto, que era mortal

Quiso ser enterrado en esta tumba

La viuda de luto, la reina Victoria,

el año de nuestro Señor 1862

¡Adiós, el más deseado! Aquí al final

Descansaré contigo

Resucitaré contigo en Cristo

Antonio Salviati diseñó y creó los elaborados mosaicos en el pórtico del mausoleo; a un costo cotizado de £480.  Salviati creó mosaicos de diferente calidad según su proximidad al espectador previsto; los artesanos de Salviati en Venecia no apreciaron adecuadamente el techo bajo del porche y no estaban satisfechos con el resultado final. La insatisfacción con el trabajo de Salviati puso en peligro los diseños propuestos para el futuro Albert Memorial y se ofreció a rectificar el trabajo por su propia cuenta. El interior está ricamente decorado en el estilo del Alto Renacimiento que recuerda a Rafael, un artista que Alberto describió como «el artista más grande de todos los tiempos». Gruner se encargó de la decoración del interior. Las paredes del interior están revestidas con mármol rojo portugués, regalo del rey Luis I de Portugal, primo de Victoria y Alberto, y están incrustadas con otros mármoles de todo el mundo, con un friso de mármol de Siena. Tres capillas del mausoleo están decoradas con pinturas que representan la natividad de Jesús en la capilla sur, la crucifixión de Jesús en la capilla norte; la capilla oeste está decorada con la resurrección de Jesús. Se colocó un altar en la capilla norte. Pinturas de los cuatro evangelistas decoran las enjutas del octágono central. Las estatuas de los cuatro evangelistas se encuentran en los nichos de las pechinas. Los artistas involucrados en la decoración del interior incluyeron a los pintores alemanes Julius Frank y Karl Pfänder, el italiano Nicola Consoni y los escultores alemanes Heinrich Baumer, Hermann Hultzsch, Gustav Kunz y Friedrich Rentsch. La pintura del crucero de entrada es obra de Victoria, la princesa real, la hija mayor de la reina Victoria.

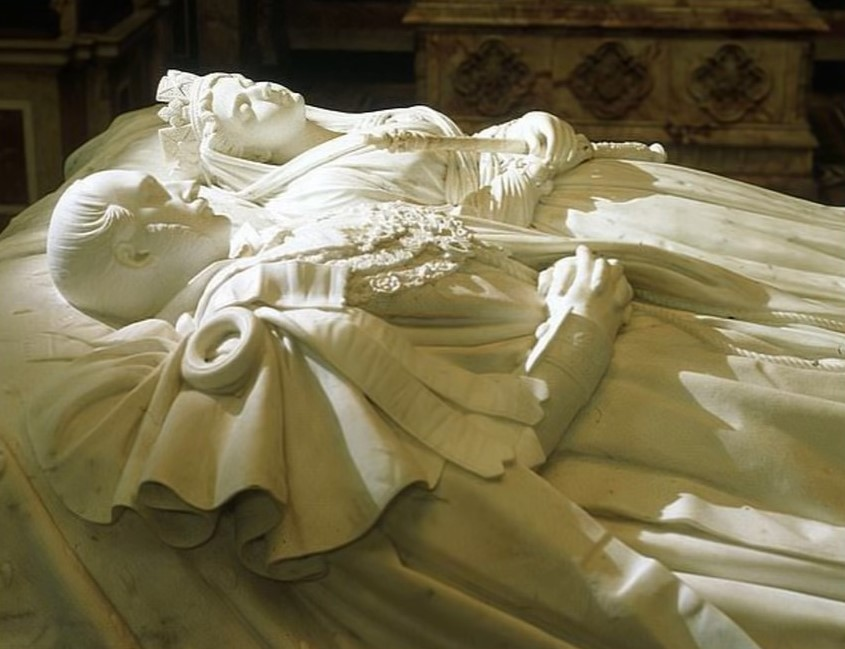
Tumba de Victoria y Alberto.

La pieza central del mausoleo es el sarcófago que contiene los restos de Victoria y Alberto. Cada pareja está representada en efigies yacentes en mármol esculpidas por el escultor italiano Carlo Marochetti. La efigie de Alberto fue la última obra completada antes de la muerte de Marochetti. Albert está representado con su uniforme de mariscal de campo y su Orden de la Jarretera. La efigie de Victoria se completó al mismo tiempo y se mantuvo almacenada hasta su muerte. Fue extraído de la cantera de Cairngail en Longside, Aberdeenshire. El bloque fue el cuarto bloque minado; habiéndose rechazado los tres anteriores por vicios. El bloque de granito medía 10 pies x 8 pies x 4 pies y pesaba más de 33 toneladas, pero pesaba 18 toneladas después de convertirse en un sarcófago. La tapa del sarcófago pesaba entre 4,5 y 5 toneladas. El color del granito se ha descrito de diversas formas como gris oscuro o azul. El sarcófago descansa sobre un bloque de mármol belga negro que había sido prometido a la familia real por el rey Leopoldo I de Bélgica y entregado al mausoleo por el rey Leopoldo II tras la muerte de Leopoldo padre en 1865. Los ángeles arrodillados en oración se paran en cada esquina del sarcófago. Los ángeles fueron esculpidos en bronce por Marochetti y fundidos por la fundición parisina de Ferdinand Barbedienne. Los ángeles fueron retirados para la ceremonia de entierro de Victoria.
Las últimas ventanas y las alas del mausoleo real estaban originalmente decoradas con vidrio estampado y los escudos de armas de la familia Sajonia-Coburgo. Cada ventana presentaba un ángel tocando un instrumento musical. La vidriera se renovó bajo la dirección de Eduardo VII a principios del siglo XX y la cúpula se volvió a pintar al mismo tiempo.

## Restauración
El edificio ha estado cerrado al público desde 2007, cuando se descubrió que tenía problemas estructurales. Debido a la naturaleza pantanosa del terreno, los cimientos estaban generalmente anegados y los elementos inferiores del edificio se estaban desintegrando. En agosto de 2011 se informó que es posible que las reparaciones no se completen hasta dentro de diez años más.
En febrero de 2018, la Casa Real anunció que estaba realizando trabajos de reparación, que se esperaba que estuvieran terminados para 2023. Este se inició en junio de 2018, con el objetivo de crear un foso seco alrededor del edificio y reemplazar su techo, protegiéndolo del problema de larga data de la infiltración de agua.

## Representación en el arte
En 1869, el ilustrador de arquitectura Henry William Brewer recibió un encargo de la reina Victoria para completar una serie de pinturas del mausoleo. La reina se interesó mucho en observar a Brewer en el trabajo, y ella misma aparece en algunas de estas fotografías intensamente personales. Las pinturas ahora están en manos de la Royal Collection.